# كامالينيو
بلدية كامالينيو (بالإسبانية: Camaleño)‏، هي إحدى بلديات منطقة كانتابريا, المصنفة على أنها مقاطعة أيضاً، في شمال إسبانيا.
يبلغ عدد سكانها 1.106 نسمة وفقاً لإحصائية سنة (2002).